# قرن عرة (ذمار)
قرن عرة هي إحدى قرى الجمهورية اليمنية. تتبع جغرافيا لمحافظة ذمار وإداريًا لمديرية جبل الشرق. يبلغ تعداد سكانها 2731 نسمة حسب الإحصاء الذي أجري عام 2004.